# Contea di Cleburne (Arkansas)
La contea di Cleburne, in inglese Cleburne County, è una contea dello Stato dell'Arkansas, negli Stati Uniti. La popolazione al censimento del 2000 era di 24 046 abitanti. Il capoluogo di contea è Heber Springs. Il nome le è stato dato in onore del maggiore generale Patrick Cleburne dell'Arkansas.

## Geografia fisica
La contea si trova nella parte centro-settentrionale dell'Arkansas. L'U.S. Census Bureau certifica che l'estensione della contea è di 1533 km², di cui 1432 km² composti da terra e i rimanenti 101 km² composti di acqua.

### Contee confinanti
- Contea di Stone (Arkansas) - nord
- Contea di Independence (Arkansas) - nord-est
- Contea di White (Arkansas) - sud-est
- Contea di Faulkner (Arkansas) - sud-ovest
- Contea di Van Buren (Arkansas) - ovest

### Principali strade ed autostrade
- Highway 5
- Highway 16
- Highway 25
- Highway 87
- Highway 92
- Highway 110

## Storia
La Contea di Cleburne venne costituita il 20 febbraio 1883, e fu anche l'ultima delle contee dell'Arkansas ad essere costituita.

## Città e paesi
- Concord
- Edgemont
- Greers Ferry
- Heber Springs
- Higden
- Quitman